# Karl Schiller
Karl August Fritz Schiller (Breslavia, 24 aprile 1911 – Amburgo, 26 dicembre 1994) è stato un economista e politico tedesco.

## Biografia
Karl Schiller era il figlio di Marie († 1958) e Carl (* 1885) Schiller. Suo padre era un ingegnere, il quale ha lavorato per Siemens, poi per il cantiere Howaldt, più recentemente ad Amburgo. Karl Schiller è stato sposato quattro volte. Dal primo matrimonio (Amburgo, 1938-1949) con Lise-Lotte (* 1916) sono nate le figlie Barbara (* 1940) e Bettina (* 1945). La sua terza figlia Christa (* 1952) e suo figlio Tonio (* 1956) nacquero dal matrimonio (Amburgo, 1951-1969) con Annemarie (* 1921). Dal 1971 al 1973 è stato sposato con Etta Schiller (* 1933) e l'ultimo matrimonio con Vera-Sylvia Gutzat (* 1936, † 1995).
Schiller ha studiato economia e diritto a Kiel, Francoforte sul Meno, Berlino e Heidelberg a partire dal 1931. Nel 1933 entrò a far parte di SA, e nel 1937 nel NSDAP. Dopo la fine della seconda guerra mondiale, passò alla SPD nel 1946.
Schiller è diventato Ministro federale dell'economia nella grande coalizione sotto Kurt Georg Kiesinger il 1º dicembre 1966. Ha lavorato con il ministro delle finanze Franz Josef Strauß. Nel 1969 Schiller divenne ministro federale dell'economia nel governo di Willy Brandt. Nel 1971, Ministro federale dell'economia e delle finanze dopo le dimissioni del ministro delle finanze Alex Möller. Nel 1972 lasciò l'incarico ministeriale per protestare contro le decisioni di politica aziendale prese da Brandt. Gli successe Helmut Schmidt.

## Opere
- Arbeitsbeschaffung und Finanzordnung in Deutschland. Junker und Dünnhaupt, Berlin 1936.
- Marktregulierung und Marktordnung in der Weltagrarwirtschaft. Habilitationsschrift. Fischer, Jena 1940 (Probleme der Weltwirtschaft; 67).
- Aufgaben und Versuche: zur neuen Ordnung von Gesellschaft und Wirtschaft. Reden und Aufsätze. Hansischer Gildenverlag, Hamburg 1953.
- Betrachtungen zur Geld- und Konjunkturpolitik. J. C. B. Mohr (Paul Siebeck), Tübingen 1984 (Vorträge und Aufsätze / Walter-Eucken-Institut; 102).
- Möglichkeiten und Grenzen der sozialen Marktwirtschaft. Reinhard Appel im Gespräch mit Professor Dr. Karl Schiller. Hess. Sparkassen- u. Giroverband, Frankfurt am Main 1989.
- Der schwierige Weg in die offene Gesellschaft. Kritische Anmerkungen zur deutschen Vereinigung. Siedler, Berlin 1994.
- Wachstum, Stabilität, Gleichgewicht. Vorträge, Reden, Aufsätze. Mit Würdigungen von Peer Steinbrück und Klaus von Dohnanyi. Hrsg. von Detlef W. Prinz. [Karl-Schiller-Stiftung e. V.], Keyser, Leipzig 2007.